# Echinoclathria arborea
Echinoclathria arborea är en svampdjursart som först beskrevs av Tanita 1968.  Echinoclathria arborea ingår i släktet Echinoclathria och familjen Microcionidae. Inga underarter finns listade i Catalogue of Life.